# Don Walsh
Don Walsh   (Uruguai, 2 de novembre de 1931 - Myrtle Point, 12 de novembre de 2023) va ser un oficial de la Marina dels Estats Units d'Amèrica conegut per ser un dels dos únics homes (Jacques Piccard és l'altre) en haver assolit el punt més baix de la superfície terrestre, la fossa Challenger, que es troba a la fossa de les Mariannes.
El 23 de gener de 1960 Jacques Piccard i Don Walsh van assolir el llit de l'oceà dintre del batiscaf Trieste. La profunditat del descens va ser calculada en 10.916 m (35.813 peus), però uns mesuraments fets el juny del 2009 van determinar un nou valor, i es va recalcular la profunditat del la fossa Challenger en 10.971 m (35.994 peus; 6,82 milles).